# We Pray
We Pray (en español: nosotros rezamos y estilizado en mayúsculas) es una canción de la banda de pop rock británica Coldplay en colaboración de la trapera inglesa-nigeriana Little Simz junto al nigeriano Burna Boy, la cantante palestino-chilena Elyanna y la argentina Tini, lanzado originalmente el 23 de agosto de 2024 como sencillo de su décimo álbum, Moon Music a través de Parlophone Records en Reino Unido y Atlantic en Estados Unidos, también la versión de Tini y Elyanna en septiembre del mismo año, y la versión de Jasleen Royal el 13 de febrero de 2025.

## Antecedentes y lanzamiento
Tras el debut en vivo de la canción con Little Simz en el Festival de Glastonbury de Coldplay programado para junio de 2024, informó Variety que Burna Boy "tiene un verso" mientras que Elyanna "asistió con las voces". La revista escribió además que el coro "contiene de manera prominente" la letra "and so we pray" ("y nosotros rezamos") . Variety y NME afirmaron que el título rumoreado de la canción era "Supernova" mientras que Vulture especuló que se titulaba "We Pray". Se confirmó que la colaboración sería una canción del próximo décimo álbum de estudio de la banda, Moon Music.
La banda anunció la canción el 8 de agosto a través de sus redes sociales como el segundo sencillo de su décimo álbum de estudio Moon Music, junto con su fecha de lanzamiento. Poco después, se subió a su canal de YouTube una vista previa de 30 segundos de la canción, que contiene parte de Little Simz (verso) y Chris Martin cantando el coro". También se lanzó otra vista previa de los versos de Martin grabados en el estudio.
Fue lanzado para descarga y servicios de streaming el 23 de agosto de 2024. También fue lanzado en vinilo reciclado de 12 pulgadas y eco CD, un CD hecho principalmente de policarbonato reciclado. El lanzamiento físico contiene cuatro versiones alternativas de la canción, incluidas versiones separadas con las voces invitadas de Tini en español y Elyanna en árabe, y una interpretación exclusiva en vivo de la actuación de Glastonbury. La versión con Tini fue lanzada digitalmente y para streaming el 6 de septiembre, seguida por la de Elyanna el 20 de ese mismo mes. Un especial titulado Coldplay x Tini: An Argentina Connection fue lanzado en el servicio de streaming argentino Flow; detalla la relación de la banda con sus fans argentinos, la colaboración con Tini y la interpretación de la canción por parte de los artistas en Dublín durante la gira de Coldplay. El 13 de febrero de 2025, Coldplay lanzó una nueva versión de Jasleen Royal de We Pray.

## Grabación y composición
"We Pray" es una canción de hip hop alternativo, es decir, comprende "ritmos de hip-hop, capas auditivas compuestas de bucles de percusión, golpes de bajo y ad-libs". Sus temas líricos giran en torno a "la oración, la religión, el amor y la libertad" y "[abordan] los agravios e injusticias mundiales que rodean estos temas".
En una entrevista, Martin describió cómo surgió la canción: "En Taiwán , en medio de la noche, me desperté y la canción estaba en mi cabeza, y no sé de dónde vino. Entonces, el sonido de la misma se dictó por sí solo y eso es todo. Simplemente seguí la hoja de ruta que decía". Afirmó que la canción es "sobre todos estos conflictos y personas que se odian. Todos estamos rezando por las mismas cosas, y probablemente todos nos llevaríamos bien si te sentaras el tiempo suficiente. Creo que ese fue el campo en el que aterrizó, y luego se sintió muy natural". En cuanto a la inclusión de colaboradores de cuatro regiones y culturas diferentes, Martin dijo que "parecía que era una canción sobre diferentes tipos de personas, así que deberíamos tener diferentes tipos de personas cantándola".
Martin reveló que invitó a Tini a ser parte de la canción después de que "soñó que él estaba afuera de un teatro en Argentina y Tini estaba cantando adentro. Esa melodía que escuchó en su sueño fue el final perfecto para 'We Pray'". Tini reveló que grabó sus partes para la canción en abril de 2023, lo que había adelantado en el momento de la grabación; describió a Martin como un artista "al que admira y quiere mucho".

## Recepción crítica
Aaron Williams de Uproxx elogió la canción como un "himno operístico y de sonido épico que encuentra a Coldplay y los artistas invitados reflexionando sobre sus esperanzas para el futuro y los temores del presente, manifestando grandeza en medio de la adversidad". Elias Andrews de HotNewHipHop apreció la naturaleza colaborativa de la pista, ambientada en "una línea de bajo gorjeante debajo y una sección de cuerdas masiva". Clasificando a "We Pray" como uno de los mejores lanzamientos de la semana, New Zealand Listener lo llamó "un trozo de pop memorable, líricamente abarcador que afirma la vida y que toca muchas bases musicales". Phoenix FM y Premier Christianity incluyeron la canción entre las mejores de 2024.

## Actuaciones en directo
Coldplay estrenó la canción durante su presentación en el Festival de Glastonbury el 29 de junio de 2024. Little Simz y Elyanna se unieron a ellos en el escenario, mientras se proyectaban clips cortos de los versos de Burna Boy de fondo. La primera actuación con todos los colaboradores se llevó a cabo en el primer espectáculo de Coldplay en Croke Park, Dublín, de su gira el 29 de agosto de 2024. En Croke Park, Tini estrenó su versión en español de la canción, antes de su lanzamiento el 6 de septiembre. Sin embargo, un día antes, se reunieron para interpretar la canción y grabar un video musical, rodeados de fanáticos, en Grafton Street. Como invitado musical del episodio del 5 de octubre de 2024 de Saturday Night Live, Coldplay interpretó el tercer sencillo de Moon Music, "All My Love", seguido de "We Pray" con Tini y Elyanna "mientras coloridas imágenes de neón destellaban en el fondo".
El 7 de octubre se celebró un concierto íntimo en Sirius XM para promocionar el álbum en el Music Hall de Williamsburg en Brooklyn , donde la banda interpretó «We Pray» con Elyanna y Tini ante una audiencia de «aproximadamente 600» personas. Se emitió en la estación de radio Sirius XM de Coldplay y en Alt Nation. Al día siguiente, los tres artistas interpretaron la canción nuevamente en Today.

## Créditos y personal

### Miembros de la banda
- Guy Berryman - compositor y bajo
- Will Champion - compositor y guitarrista
- Chris Martin - compositor, teclado, piano y vocalista
- Jonny Buckland - guitarrista y compositor

### Personal
- Daniel Green - programador, productor y sintetizador
- Bill Rahko - productor y programador
- Ilya Salmanzadeh - teclados, percusionista, programador y productor
- Randy Merill - Masterer
- Davide Rossi - Arreglista de cuerdas
- Michael Illbert - Remezclador y productor

### Voces adicionales
- Tini
- Twice
- Elyanna
- Burna Boy
- Little Simz
- Jasleen Royal
- Jarett Johnson
- Stevie Mackey
- Kara Britz
- Nelson Beato
- Nayanna Holley
- Dorian Halley
- Neka Hamilton
- Denise Carite

## Posicionamiento en listas
| Listas (2024-2025)            | Mejor posición | Refs. |
| ----------------------------- | -------------- | ----- |
| Argentina (Argentina Hot 100) | 36             | [ 3 ] |
| Argentina (Monitor Latino)    | 12             | [ 4 ] |
| Austria (Ö3 Austria Top 40)   | 28             | [ 5 ] |